# CC Большой Медведицы
CC Большой Медведицы (лат. CC Ursae Majoris) — одиночная переменная звезда в созвездии Большой Медведицы на расстоянии (вычисленном из значения параллакса) приблизительно 16996 световых лет (около 5211 парсеков) от Солнца. Видимая звёздная величина звезды — от +12,4m до +11,7m.

## Характеристики
CC Большой Медведицы — красная пульсирующая полуправильная переменная звезда типа SRB (SRB) спектрального класса M0.